# Selenaspidus incisus
Selenaspidus incisus är en insektsart som beskrevs av Karl Hermann Leonhard Lindinger 1913. Selenaspidus incisus ingår i släktet Selenaspidus och familjen pansarsköldlöss.
Artens utbredningsområde är Somalia. Inga underarter finns listade i Catalogue of Life.